# Göblyös Dániel
Göblyös Dániel (Budapest, 1996. április 9. –) magyar labdarúgó.

## Sikerei, díjai
Budapest Honvéd
- NB I
  - bajnok (1): 2016–17[1]